# László Görög
László Görög (* 30. September 1903 in Österreich-Ungarn; † 24. Juli 1997 in Los Angeles) war ein US-amerikanischer Drehbuchautor.

## Leben
László Görög kam im ehemaligen Österreich-Ungarn zur Welt und wanderte 1939 in die Vereinigten Staaten aus. Seine Mutter war eine geborene Preisz. 1942 war Görög für eine Episode von Julien Duviviers starbesetzten Episodenfilm Sechs Schicksale erstmals als Drehbuchautor in Hollywood tätig. Bis 1946 folgten weitere, wenn auch wenige, Engagements für Spielfilme bei verschiedenen Produktionsfirmen. Für den Film Oh, Susanne! (1945) wurde er zusammen mit Thomas Monroe für den Oscar in der Kategorie Beste Originalgeschichte nominiert. Ab 1953 arbeitete er häufiger als Drehbuchautor, nunmehr hauptsächlich für das US-amerikanische Fernsehen. 1963 zog er sich aus dem Showgeschäft zurück. Mit seiner Frau Helen war er bis zu seinem Tod verheiratet. Er starb 1997 im Alter von 93 Jahren in Los Angeles. 

## Filmografie (Auswahl)
- 1942: Sechs Schicksale (Tales of Manhattan)
- 1945: Oh, Susanne! (The Affairs of Susan)
- 1945: She Wouldn’t Say Yes
- 1946: Murder in the Music Hall
- 1957: Der Flug zur Hölle (The Land Unknown)
- 1958: Die Rache der schwarzen Spinne (Earth vs. the Spider)
- 1963: Ohne Moral (Of Love and Desire)

## Auszeichnungen
- 1946: Oscar-Nominierung in der Kategorie Beste Originalgeschichte für Oh, Susanne! zusammen mit Thomas Monroe